# Козацький хрест «Убієнним синам України»
Коза́цький хре́ст «Убіє́нним сина́м Украї́ни» — пам'ятник на меморіалі «Сандармох» у Медвеж'єгорському районі Республіки Карелії (Російська Федерація).

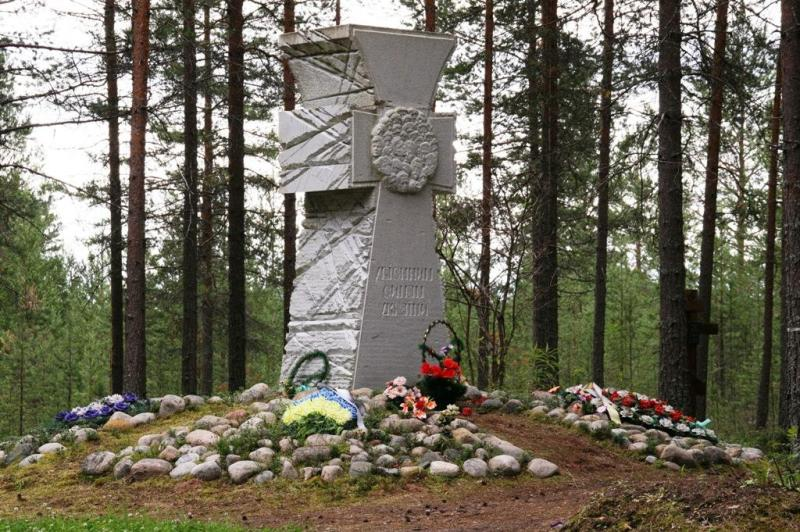
Козацький хрест «Убієнним синам України» (Сандармох, 2007).

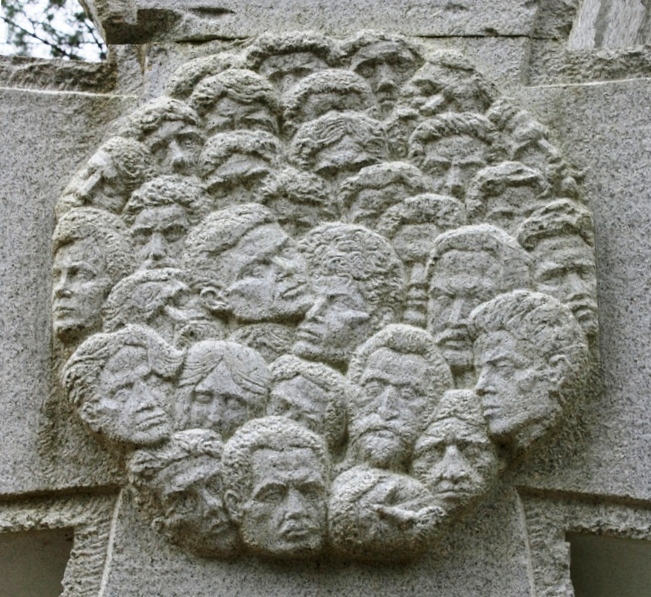
Фрагмент пам'ятника: рельєфне сонячне коло світлих людей, страчених в урочищі Сандармох. Фото Сергія Шевченка

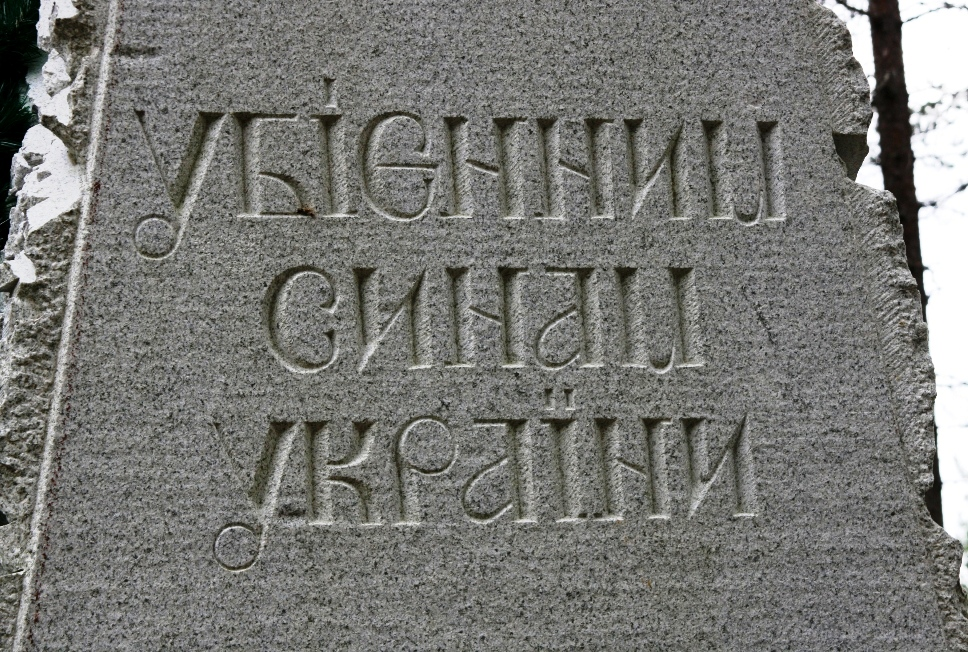
Напис на Козацькому хресті

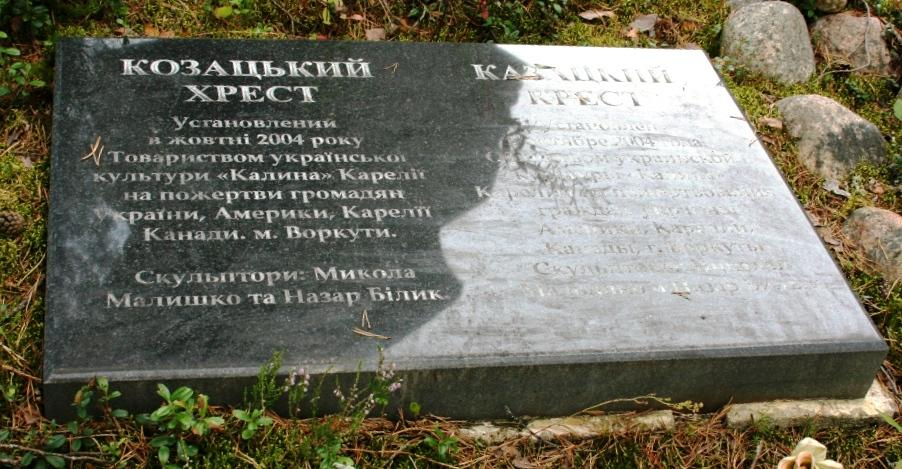
Меморіальна плита біля Козацького хреста (Сандармох, 2009)

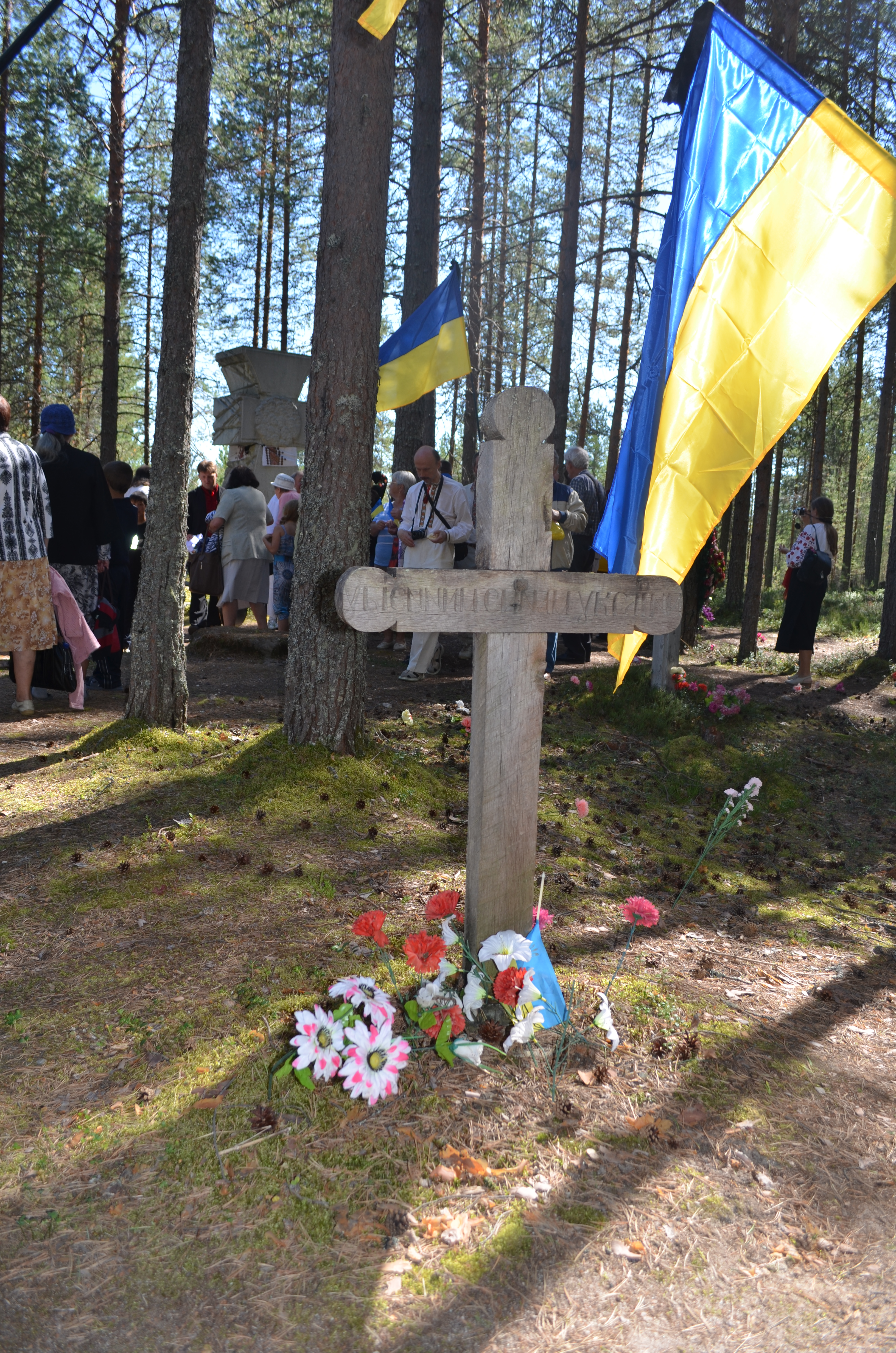
Перший дерев'яний хрест

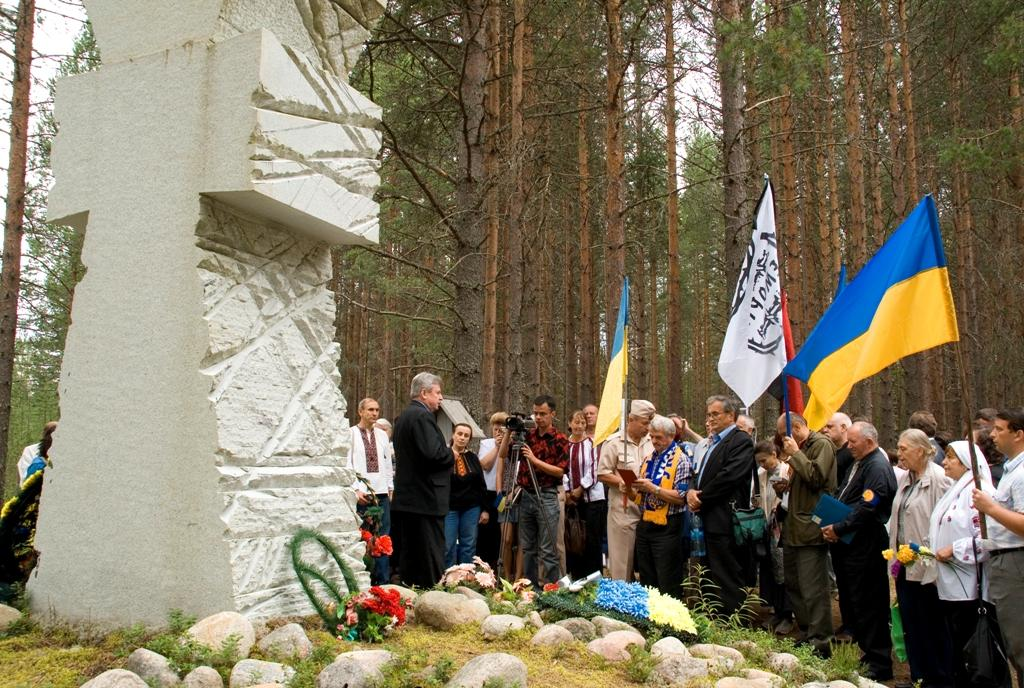
Делегація української громадськості на панахиді біля Козацького хреста (Сандармох, 2007)

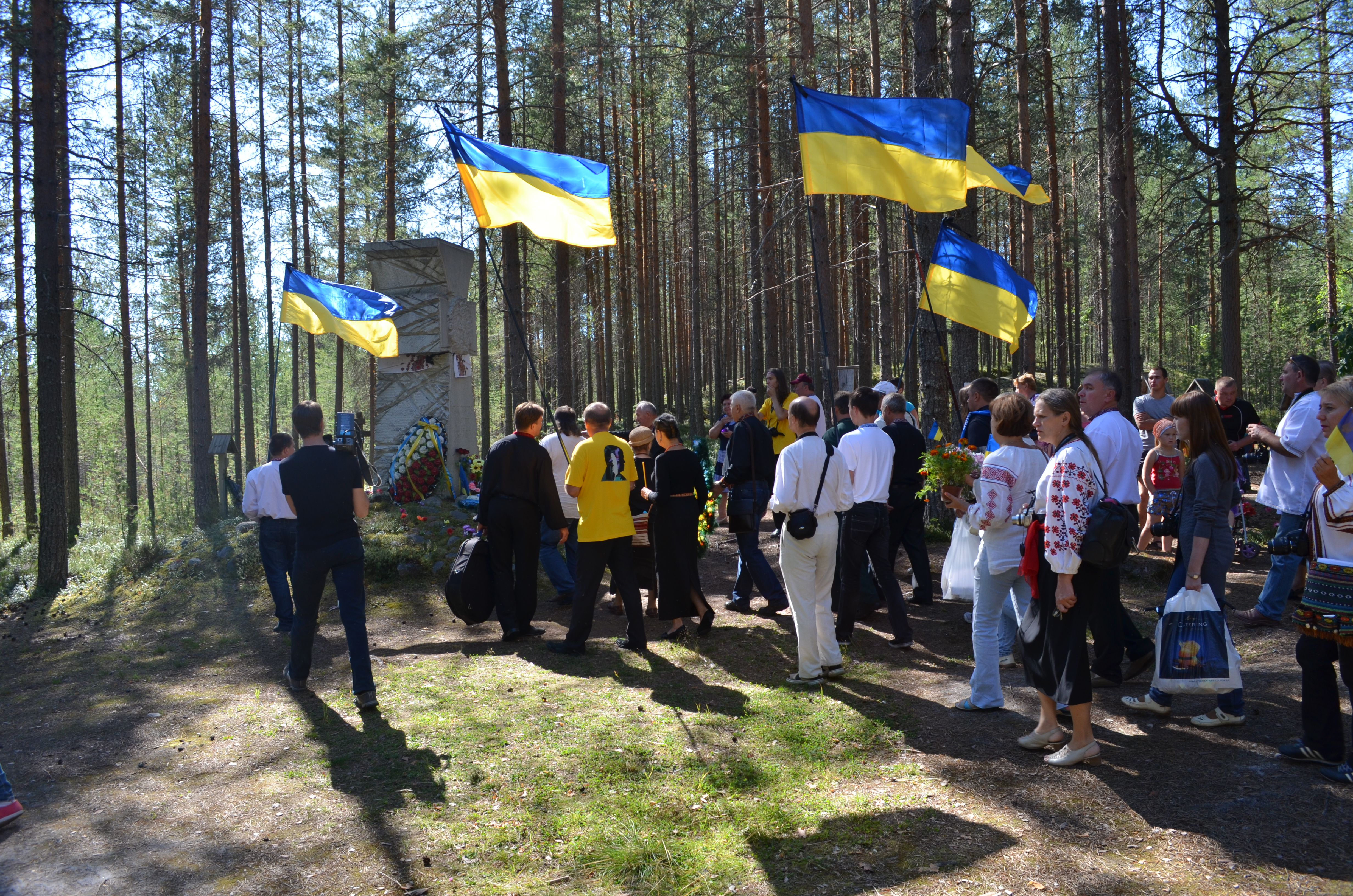
Українська делегація під час поминальної прощі (2013)

## Загальна інформація
Пам'ятник установлений на колишньому розстрільному полігоні, на місці виконання смертних вироків жертвам більшовицького терору. У 1930-х роках в урочищі Сандармох проводилися масові розстріли людей, у тому числі страчено впродовж 5 діб (27 жовтня і 1—4 листопада 1937 року) великий тюремний етап Соловків — 1111 в'язнів. Серед них були представники української культури, науки, освіти: режисер Лесь Курбас, драматург Микола Куліш, поети, професори Київського університету Микола Зеров і Павло Филипович, письменники Василь Атаманюк, Марко Вороний, Ґро Вакар, Григорій Епік, Мирослав Ірчан, Михайло Козоріс, Валер'ян Підмогильний, Валер'ян Поліщук, Андрій Панів, Олекса Слісаренко, Ґео Шкурупій, Володимир Штангей, Михайло Яловий, Антін Крушельницький із двома синами, академіки Степан Рудницький і Матвій Яворський, науковці Василь Гоца, Сергій Грушевський, Петро Демчук, Петро Дятлів, Василь Волков, Микола Трохименко та багато інших, хто потрапив до «Списку Сандармоху». На території ділянки лісу, де віднайдено розстрільні ями, 1997 року створено меморіал, збудовано каплицю та встановлено пам'ятні знаки.
Співавтори проєкту Козацького хреста «Убієнним синам України» — Малишко Микола Олексійович і Білик Назар Миколайович (Київ, Україна).

## Опис
Триметровий камінний хрест зі світло-сірого граніту (вага 8 т) встановлений на земляній могилі-кургані висотою 1 м, що символізує козацьке поховання. Від вершини до підніжжя могили викладено на чотири боки (в хрестоподібній формі) камені-валуни, характерні для природи Соловків — художній образ великої кількості людей, замордованих у таборах ГУЛАГу.
На лицьовій стороні монумента — рельєфне зображення сонячного, світлого кола, в якому вгадуються вирізьблені риси облич відомих діячів українського «розстріляного відродження». Бічні площі хреста мають нерівні посічені поверхні й порізи, що, перехрещуючись, нагадують сліди від мотузок, якими зв'язували смертників у ніч страти. Напис на хресті «Убієнним синам України» виконано українською мовою.
Пам'ятник виготовлено з двох камінних брил, доставлених з Мансуровського родовища на Уралі (Республіка Башкортостан, РФ).
|                                                     | Основне, що ми намагалися передати, — твердь, непохитність і вічність. Саме тому світлий і міцний матеріал для пам'ятника, як нам здається, найбільше відповідає задуму. |
| — Микола Малишко. Інтерв'ю Сергію Шевченку, 2005 р. | |

## Історія
Ініціативні групи творчої інтелігенції в Україні й Карелії від кінця 1990-х років плекали ідею спорудити пам'ятник розстріляним політв'язням на меморіалі «Сандармох». У Києві 30 жовтня 2002-го підбито підсумки відкритого конкурсу (розглянуто 10 проєктів), на якому перемогла спільна робота київських митців — монументаліста Миколи Малишка і скульптора Назара Білика. Пожертви на Козацький хрест надала світова громадськість — жителі України, Карелії, США, Канади, а також м. Воркута (РФ). Пам'ятник виготовлено на заводі в м. Кондопога (Карелія) за безпосередньої участі авторів проєкту.
Монумент, встановлений і освячений 9 жовтня 2004 року, урочисто відкритий 5 серпня 2005 року. Провідна роль в організації та проведенні цих заходів належить Товариству української культури «Калина», яке в 2001—2012 роках очолювала жителька м. Петрозаводськ Лариса Скрипникова.
Згодом ще один меморіальний знак на Півночі Росії, який тематично пов'язаний з Козацьким хрестом, українці встановили на території Архангельській області — на Великому Соловецькому острові. Пам'ятний знак українцям — жертвам репресій тоталітарного режиму створено 2012 року завдяки зусиллям активістів «Меморіалу» імені Василя Стуса і неформального на той час громадського об'єднання «Соловецьке братство» (нині Міжнародне об'єднання «Соловецьке братство» — громадська організація, зареєстрована в Україні 17.03.2015).